# Fionn mac Cumhaill
Fionn mac Cumhaill (vagy másként Finn, később angolosítva: Finn McCool) az Ír mitológia egyik legjelentősebb alakja Cúchulainn és Lugh Lámfhota mellett. Alakja a skót és a Man-szigeti mitológiában is felbukkan. Fionn és Fiannájának történetei alkotják a Fenian-mondakört (Fiannaidheacht, Fionn-mondakör). A fionn szó ír-gael nyelven azt jelenti: szőke, ill. világos.
A skót Fingal név a XVIII. századi James Macphersonhöz kapcsolódik, hiszen ő volt az, aki Finn történeteinek egy részét epikus formában újramesélte.

## A legenda
„Ami meg magát Finnt illeti, király volt, látnok és költő, druida és nagy tudású ember, és minden, amit mondott édesen hangzott a népe fülének. (…) Bárki bármit mondott is róla, ő háromszor jobb volt annál. Igazságosságáról legendákat meséltek, (…) bőkezűségéről pedig az a hír járta, hogy egyetlen embert sem utasított vissza. (…) Barátait sohasem hagyta cserben.”

### Születése
Finn fiatalkori kalandjai nagyrészt a Fionn ifjúkori cselekedetei (Macgnímartha Finn) című mondarészben lelhetők fel.

Apja Cumhal, akkoriban Írország Fiannájának feje, anyja pedig Muirne, Tadg druida lánya. Mivel Tadg nem adta áldását Cumhal és Muirne frigyére, Cumhal kénytelen volt szerelmét megszöktetni. Ezt megbosszulandó Tadg Írország főkirályához (ard rí) folyamodott, aki Cumhalt törvényen kívülivé nyilvánította. Cumhal, Báiscne fia, Cnucha csatájában esett el Morna fiainak keze által.

Mivel Muirne már áldott állapotban volt, apja Tadg kitagadta őt és meg akarta égetni. De Százcsatájú Conn (a főkirály) ezt nem engedte, inkább Fiacal védelme alá helyezte. A megszületett Deimne nevelését Bodhmall druidanőre és Liath Luachrára bízták.
Megjegyzendő, hogy a cumal szó óír nyelven annyit tesz: női rabszolga. Így tehát Fionn mindaddig a női rabszolga fia (mac Cumal) volt, amíg a néphagyomány ki nem talált egy nemesebb származást számára.

### Ifjúkora
Finnt tehát Bodhmall druidanő és Liath Luachra harcosnő nevelték fel Slieve Bladhmában, megtanítva őt a harc és a vadászat fogásaira. Felnőve több helyi király szolgálatába állt, de páratlan képességeiben felismerték Cumhal fiát, így mindannyiszor tovább kellett állnia, hiszen a kevésbé jelentős királyok nem tudták garantálni Finn védelmét.
Az ifjú Finn elhatározta, hogy a hadviselés tudománya mellett költészetet is tanul, így jutott el a Bóinn (Boyne) partjára, Finnegashoz, aki már több éve figyelte a Bóinn vizének lazacait, mivel megjósolták neki, hogy ott talál majd rá a Tudás Lazacára. Aki ezt a lazacot megeszi bölcsebbé válik a legbölcsebbnél. Mikor aztán a költő kifogta ezt a lazacot odaadta Finnek, hogy süsse meg, de megparancsolta, hogy egy falatot se egyen belőle. Finn a sütés közben megégette ujját, és azt azonnal szájába vette, lenyelve így a lazac egy darabját. Finnegan ezután elárulta, hogy a jóslat szerint valójában Finn a lazac jogos tulajdonosa, így neki adta az egész lazacot. Finn ezáltal „magáénak mondhatta a bölcsesség kilenc, a tenger alatti forrás mellett növő mogyorófájának terméseiben lapuló összes tudást.” Ha Finn-nek a továbbiakban szüksége volt csodálatos bölcsességére (például a jövendölés képességére), akkor csak a szájába kellett vennie hüvelykujját, és bölcsebbé vált a legbölcsebbeknél is.
Finn egy másik kalandjában ezen felül megtanulta a versfaragás mindhárom útját is, amikor ivott a Hold Forrásából.

### Finn apja örökébe lép
Finn elhatározta, hogy meglátogatja Teamhair királyát (vagyis írország főkirályát) Samhainkor (november 1-jén). A király és udvara épp azon gondolkozott, hogy ki védhetné meg Teamhairt a Tuatha Dé Danann népéből származó Aillentől, aki muzsikájával Teamhair népét minden év Samhainján muzsikájával elaltatta, majd a várost teljesen felégette. Sem a Fianna, sem senki ember fia nem tudta eddig megvédeni a várost Midhna fia Aillen „passziójától”.

Finn ilyen körülmények között érkezett Teamhairba. Az ard rí a város megmentéséért cserébe felajánlotta Finnek, hogy megad neki bármit, amire joggal tarthat igényt (ez esetben a Fianna vezetését). Finn elvállalta a feladatot és kieszelte tervét, melynek értelmében egy varázsdárda segítette őt a győzelemben. A dárda hegyét takaró gyolcs megvédte attól, hogy elaludjon a Sídh muzsikájára, a lángok ellen pedig saját varázsköpenye védte meg őt. Mikor Aillen meglátta, hogy akadt egy harcos, akire varázslata nem hat, sietve visszavonult birodalmába. Finn azonban követte őt, és udvara kapujában a Aillen szívébe dobta a dárdát, a fejét pedig bizonyítékként visszavitte Teamhairba.

A Király, miután látta Finn győzelmének bizonyítékát, átadta a Fianna vezetését Cumhal fiának, Finnek. A Fianna eddigi vezetője, Goll mac Morna, látva Finn nagyságát úgy döntött, hogy önként áll félre és adja át helyét a jogos örökösnek. Lakóhelyének Almhuint választotta, amit Tadg bocsátott rendelkezésére a Cumhal ellen elkövetett bűneiért kárpótlásul.

### Szerelmi élete
Finn életében rengeteg nő játszott szerepet akár szeretőként, akár ágyasként, akár feleségként. Hatalmas harcos lévén ugyanúgy szerették őt a nők, mint a Fianna többi tagját. Itt most két jelentősebb szerelmi szálat említünk meg, melyek szerves részét alkotják a Fionn-mondakörnek. Mindkettő híres a maga nemében, de a későbbi korok irodalmára talán korábbi szerelme nagyobb hatással volt.
Leghíresebb feleségét Sadbh-nak hívták, ő lett a világirodalomba is „betört” Oisín (később Osszián néven híresült el) anyja.

Sadbhot egy korábbi szerelmi affér miatt Fear Doirche, a druida szarvasünővé változtatta. Ezt a szarvasünőt vette üldözőbe a vadászatról épp hazafelé tartó Finn és kísérete. Napokig üldözték, míg az üldözők közül már csak Finn és két hűséges, emberi származású elvarázsolt kutyája, Bran és Sceolan jártak a nyomában. A szarvas ezután hagyta, hogy utolérjék, ám a két kutya nem bántotta a védtelen állatot – hiszen mindhárman emberek voltak valójában. Finn ezt látva igencsak elcsodálkozott, de hazaindult Almhuinba. Az úton végig követte őt a szarvasünő, majd mikor Finn egyedül maradt előlépett egy fiatal, gyönyörű, gazdagon öltözött nő és elmondta, hogy ő volt az a szarvas, akit egész nap üldözött a vezér. Elmondta szarvassá válásának történetét is, amiből kiderült, hogy a druida varázslata a Fianna erdőjében semmissé vált, ezért járt ilyen közel Almhuinhoz.

Finn feleségül vette Sadbhot, kettejük házasságukból pedig egy gyermek fogant, aki azonban nem születhetett meg Finn házában, mivel a vezér távollétében egyszer visszatért Fear Doirche és visszaváltoztatta szarvassá egykori szerelmét.

Finn ezután hét teljes évig kereste feleségét széltében-hosszában Éire-szerte, míg egyszer csak nem találtak egy meztelen fiatal fiúcskát egy barlangban, akin a vezér felismerte Sadbh vonásait. Ezt a kisfiút nevezte el a Fianna Oisín-nak. A beszélő név jelentése szarvasocska.
Másik feleségének történetét a Fiannaidheacht több fejezete meséli el. Az idősödő Finnek Cormac főkirály lányát, Graniát (Gráinne) ajánlották feleségül. A menyegző napján Grania megpillantotta Diarmuidet, Dubhne unokáját, aki egy korábbi kalandja során olyan szerelemfoltot szerzett, melyre ha nő ránézett, az többé nem tudott ellenállni Diarmuidnek, neki adta szerelmét. Ez történt Graniával is, és bár Diarmuid nem akart vezére ellen vétkezni, Grania mágikus kötelmet tett rá, és a szintén mágikus úton elaltatott Fianna tagjai mellől együtt menekültek el.

Kalandjaikat a legendák hosszasan mesélik el, menekülésük során azonban mindvégig mögöttük volt az egész Fianna. Az, hogy Diarmuid mégis túlélte Finn dühét néhol a szerencsének, néhol pedig a Tuatha Dé Danann népéből származó Aengusnak (Diarmuid nevelőapjának) volt köszönhető. Később ugyancsak Aengus közbenjárásának volt köszönhető, hogy Finn és Diarmuid békét kötöttek egymással. Diarmuid és Grania együtt éltek tovább, több gyermekük is született.

Finnben azonban nem szűnt a bosszúvágy, így egyszer elhívta Diarmuidet egy vadkanvadászatra. Bár Diarmuidnek már korábban megjósolták, hogy halálát egy vadkan fogja okozni, ő mégis elment Finn-nel. Az ifjú hős meg is sebesült, egyedül Finnek állt volna hatalmában, hogy meggyógyítsa, ám a vezér – Oisín és Osgar (Finn unokája) rosszallása ellenére – addig halogatta a gyógyítást, míg Diarmuid meg nem halt. Egyes történetek szerint Finn később – mágikus úton, vagy anélkül – újból elcsábította Graniát és újból feleségül vette.

### Halála
Finn haláláról nincsenek egyértelmű információk. Vannak, akik azt mondják, hogy Finn egy egyszerű halász keze által esett el, de egy hatalmas harcos, mitikus hős esetében ez elég kevéssé valószínű. A legnépszerűbb hiedelem szerint Finn azonban soha nem halt meg. Még most is egy Dublin alatti barlangban várja, hogy az ír nép segítségére siethessen annak legnagyobb szükségében. Ennek a hiedelemnek egy változata azt mondja, hogy Finn az ókor óta Írország dicső harcosainak képében jelent meg Írország történelmében újra meg újra.

## Világirodalmi jelentősége

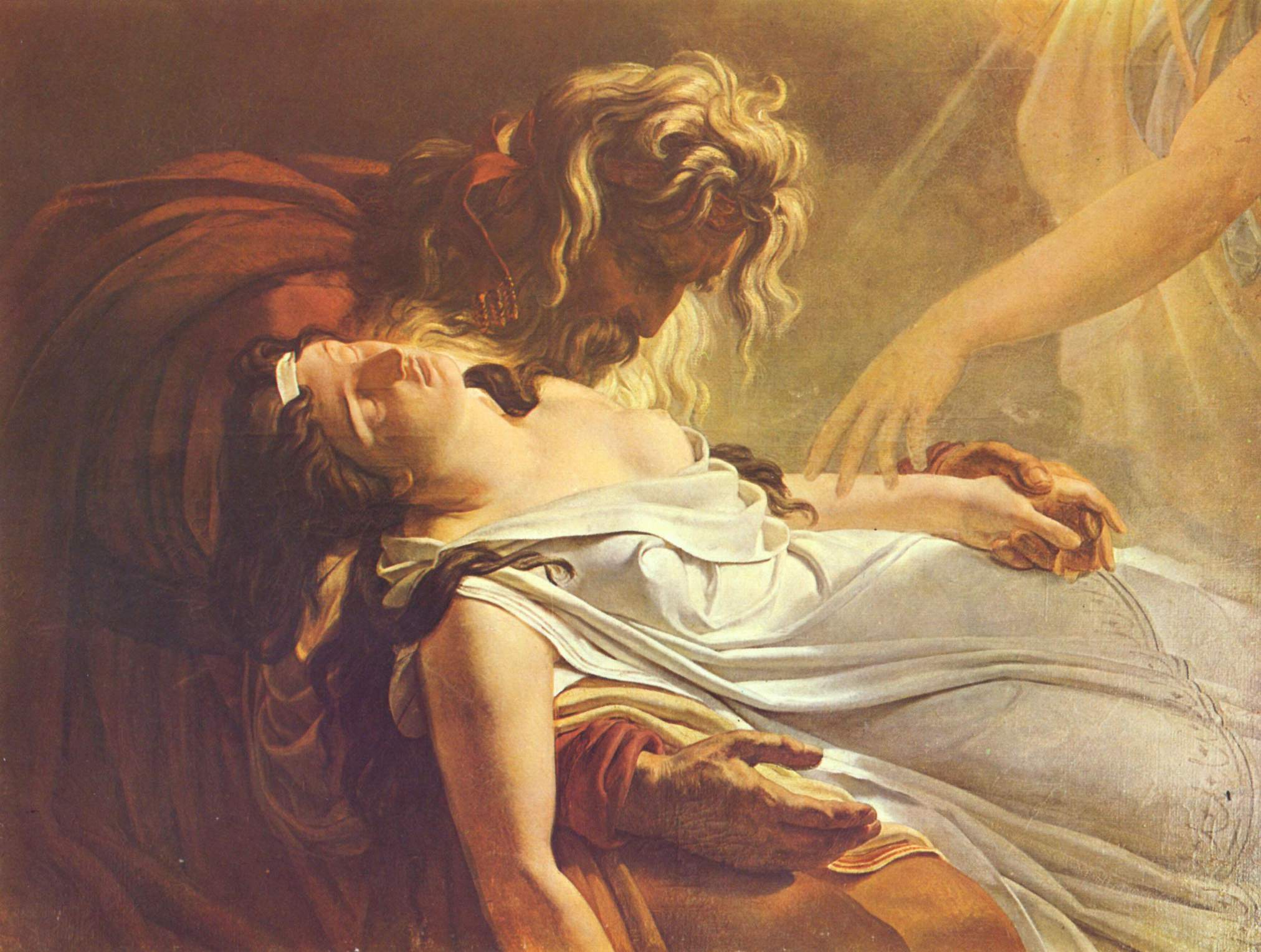
Malvine halála Fingal kezei közt – Anne-Louis Girodet de Roussy-Trioson festménye

Finnt és fia, Oisín „bevezetését” a világirodalomba legfőképp James Macphersonhöz (1736-1796) köthetjük. Macpherson 1761-ben jelentette be, hogy felfedezett egy skót-gael nyelven íródott eposzt, melynek költője Osszián. Ez év decemberében meg is jelentette a Fingal nevű hősről szóló skót-gael eposz fordítását. Forrásnak a saját maga által hamisítottakat nevezte meg. Macpherson művei megihlették többek között Goethét, Walter Scottot, Herdert is. Általában sok romantika-korabeli író merített Macphersonből, így Magyarországra is gyorsan átterjedt az „osszián-láz”. Fingal témájával azonban költőink (mint például Arany János, Batsányi János, Kazinczy Ferenc) kevésbé foglalkoztak.

Macpherson műveinek hiteltelensége mára már nem vitatott, ám Macpherson munkássága kétségkívül jelentős a skót illetve ír mitológia (és egyben a kultúra és nyelv) újrafelfedezése szempontjából.
A XX. században élő, alkotó ír író James Joyce egyik műve a Finnegans wake (Finnegan ébredése) címet viseli. A könyv szereplői gyakran megfeleltethetők a Fionn-ciklus szereplőivel: Finn-nel, Graniával és Diarmuidgyel.